# Dodge Diplomat
La Diplomat è un'autovettura mid-size prodotta dalla Dodge dal 1977 al 1989.
Era molto simile alle altre vetture Chrysler e Plymouth basate sul pianale M del gruppo Chrysler, come la Chrysler LeBaron, la Chrysler Fifth Avenue e la Plymouth Gran Fury (che erano vendute negli Stati Uniti), e la Plymouth Caravelle, che era invece commercializzata in Canada.
La Diplomat è stata venduta in Messico dal 1981 al 1982 come Dodge Dart e Dodge Magnum, ed in Colombia come Dodge Coronet. In origine, la Diplomat è stata offerta solo con carrozzeria berlina quattro porte e coupé due porte. Nel 1978 fu aggiunta alla gamma la versione familiare quattro porte, che sostituì le station wagon basate sul pianale C del gruppo, da poco uscite di produzione.
Alla base della motorizzazione della Diplomat era presente un propulsore a sei cilindri in linea da 3,7 L. L'unico motore opzionale era un V8 da 5,2 L. Il propulsore appena citato ed un V8 da 5,9 L erano i motori disponibili sulle Diplomat utilizzate dalla polizia statunitense e da quella canadese come auto di servizio. I cambi disponibili erano due, vale a dire il Torqueflite automatico a tre rapporti ed una trasmissione manuale a quattro marce. Entrambe erano offerte sui motori da 3,7 L e da 5,2 L, mentre il cambio automatico citato era l'unica trasmissione disponibile sul propulsore da 5,9 L.
Basata sul pianale M della Chrysler, la Diplomat aveva il motore installato anteriormente e la trazione posteriore.

## Storia

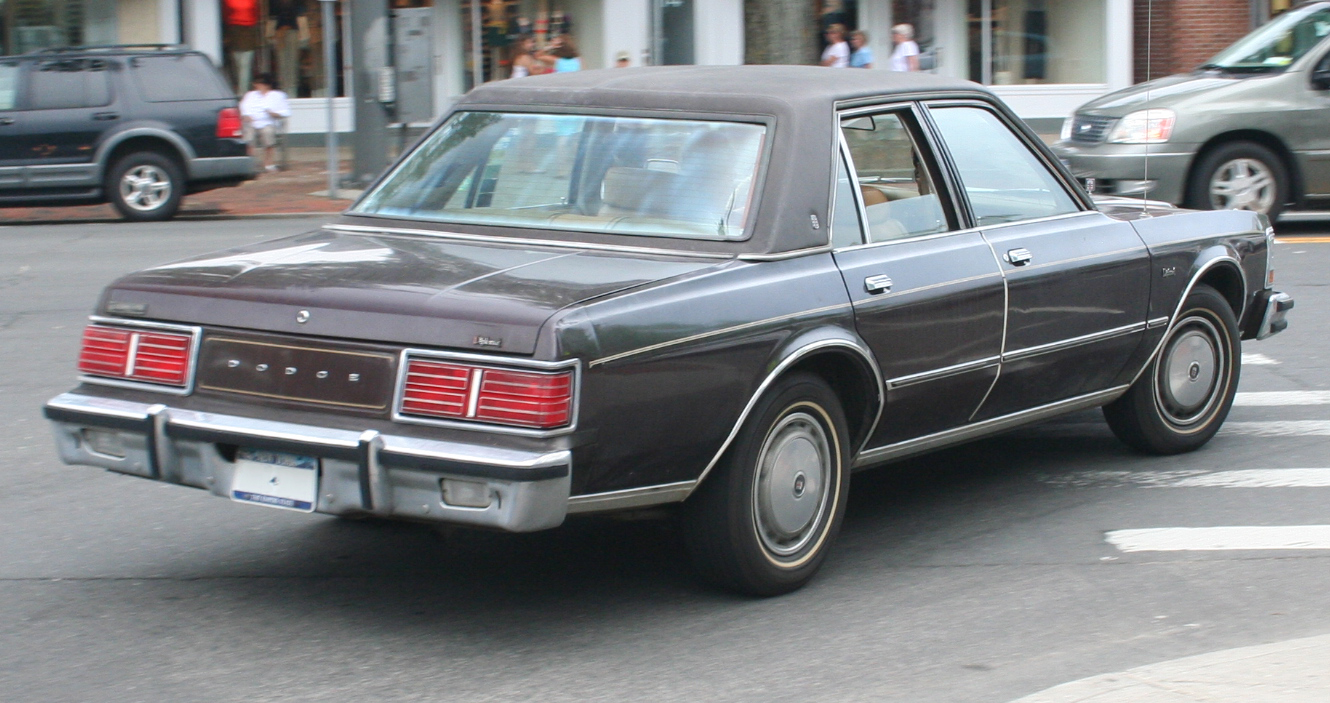
Vista posteriore di una Diplomat prodotta dal 1977 al 1979

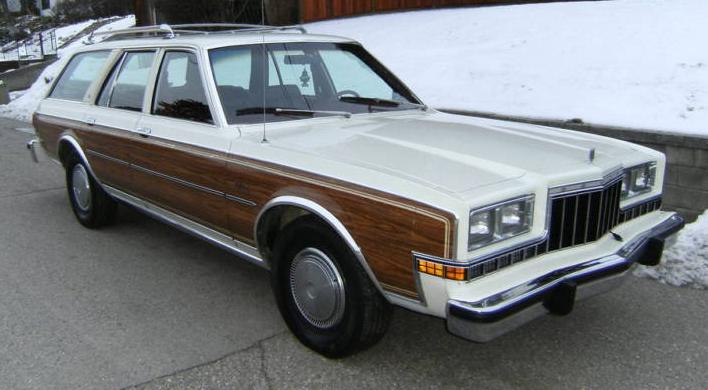
Una Diplomat familiare del 1980

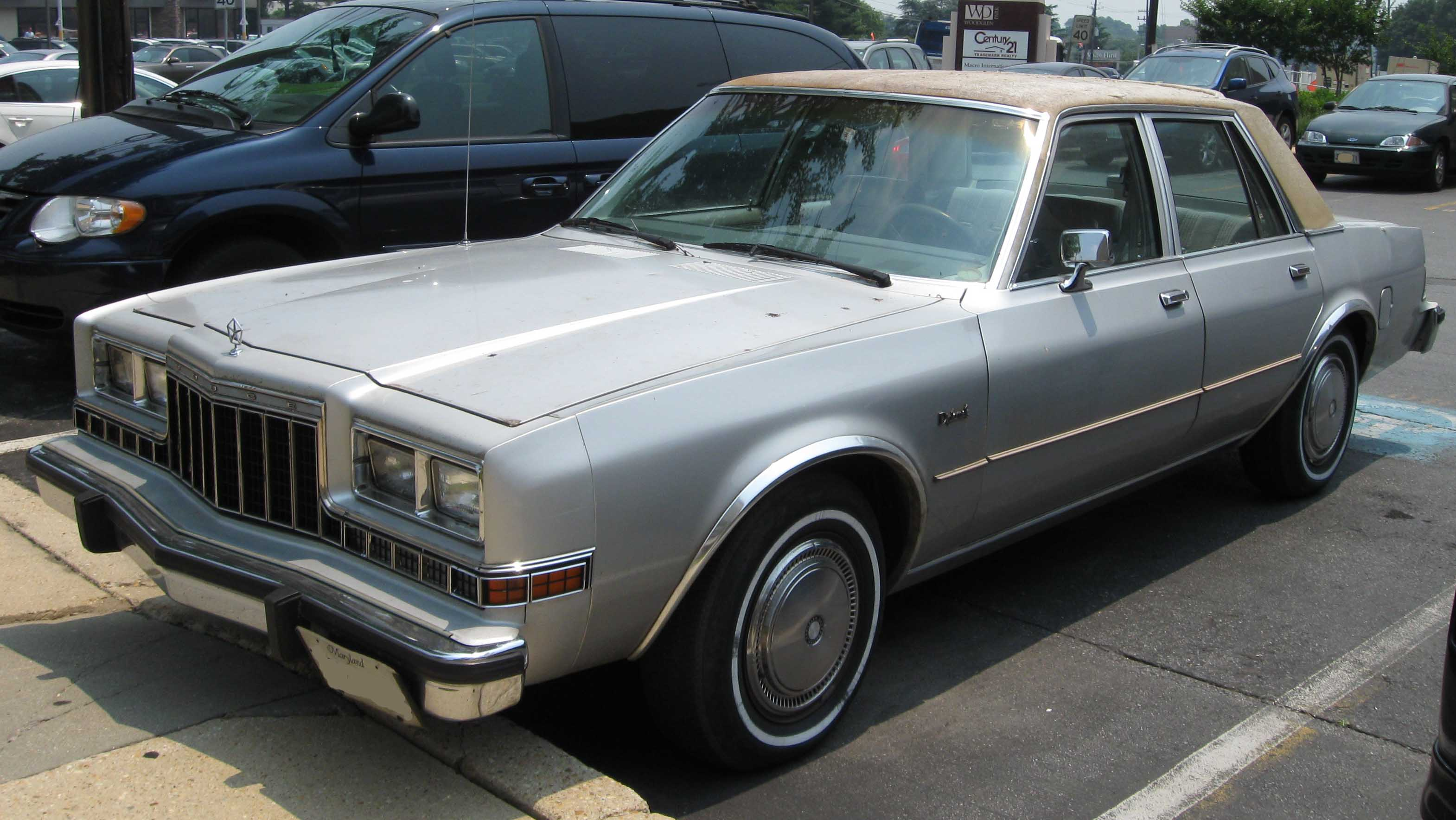
Una Diplomat prodotta dal 1980 al 1983

Il nome Diplomat venne originariamente utilizzato per una versione della Coronet prodotta dal 1950 al 1954. La Coronet Diplomat fu la prima Dodge ad avere una carrozzeria cabriolet hard-top, cioè senza montanti. Il nome Diplomat fu anche utilizzato per un modello DeSoto che venne prodotto dal 1946 al 1961 e che fu destinato all'esportazione. Dal 1975 al 1977 il nome Diplomat fu anche usato per un allestimento della Royal Monaco avente carrozzeria due porte hard-top.
Dal 1977 la Diplomat diventò un modello a sé stante. Era, in sostanza, la versione più lunga e relativamente più lussuosa della Aspen. Il telaio e molti componenti meccanici delle due vetture citate erano identici. Inoltre, le portiere ed altre parti della carrozzeria erano intercambiabili.
Nel 1980 la Diplomat ebbe in dotazione dei nuovi lamierati, anche se le familiari rimasero immutate dalle portiere fino alla coda. Il cambio manuale non fu più disponibile. Dopo l'uscita di scena nel 1981 della Dodge St. Regis, la Diplomat berlina rimase, nella gamma offerta, la più grande Dodge con questa carrozzeria anche se, tecnicamente, apparteneva alla categoria delle vetture mid-size.  Dopo aver esaminato le statistiche della United States Environmental Protection Agency sui volumi di vendita dei vari modelli, la Dodge non volle lanciare sui mercati un'altra vera vettura full-size fino al 1990, quando fu introdotta la Monaco.

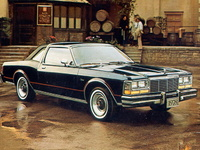
Una Diplomat coupé del 1978

Dal 1981 la Chrysler concentrò gli sforzi verso modelli più piccoli a trazione anteriore. Nonostante ciò la Diplomat, che era dotata di dimensioni importanti ed era a trazione posteriore, rimase sui listini. L'allora vicepresidente di produzione della Chrysler, Steve Sharf, si incontrò con vertici della AMC per utilizzare la capacità produttiva in eccedenza dello stabilimento di Kenosha, Wisconsin, per costruirvi le vetture di grosse dimensioni. L'incontro ebbe esito positivo e quindi la Chrysler spostò la produzione da Saint Louis, dove la Diplomat era stata prodotta fino ad allora, a Kenosha, ed in due anni e mezzo circa 250.000 esemplari di Chrysler e Dodge furono costruite dalla AMC ad un costo inferiore di quello che sarebbe stato speso dalla Chrysler. La collaborazione tra i due marchi portò successivamente all'acquisto, da parte della Chrysler, dell'AMC. La Diplomat fu anche assemblata a Windsor, in Canada, dal 1977 al 1981 con il nome di Plymouth Caravelle ed a Bogotà, in Colombia, con il nome di Dodge Coronet.
Nel 1982 le coupé e le familiari furono tolte dal mercato, e la versione con marchio Plymouth della Diplomat, destinata al mercato canadese, fu commercializzata solo nel mercato statunitense. Inoltre, la Plymouth Caravelle fu offerta negli Stati Uniti come Plymouth Gran Fury. Il 1983 fu l'ultimo anno del motore in linea a sei cilindri, e quindi il propulsore da 5,2 L, nella versione a carburatore doppio corpo, era l'unico motore disponibile. La versione con carburatore quadruplo corpo del motore citato, insieme al già citato propulsore V8 da 5,9 L, erano ancora le uniche possibili scelte per le Diplomat impiegate come auto della polizia.
Nel 1984 fu aggiunta all'offerta per il mercato americano la versione SE, che era caratterizzata da un equipaggiamento ed da un allestimento superiore. La SE era dotata del frontale della Fifth Avenue, e quindi le luci di parcheggio erano posizionate sopra i fanali anteriori. La calandra era a sottili barre verticali. La SE era dotata di un equipaggiamento e di un allestimento interno che la collocavano tra la Diplomat Salon e la Chrysler Fifth Avenue.
Con il trascorrere degli anni, sempre meno clienti acquistavano una Diplomat, e quindi il modello fu tolto dal mercato nel model year 1989. Una ragione del calo delle vendite fu l'elevato consumo di carburante. Nonostante il prezzo di questo ultimo, che nella seconda metà degli anni ottanta era relativamente basso, e malgrado il rapporto finale di 2,26:1, la Diplomat, con la sua alimentazione a carburatore e l'assenza di overdrive, era caratterizzata da consumi di carburante più elevati rispetto a quelli dei modelli concorrenti Ford e General Motors.
Le Diplomat assemblate dalla metà del 1988 alla fine della produzione furono tra le prime vetture del gruppo Chrysler ad avere, tra l'equipaggiamento di serie, l'airbag lato guidatore. Il modello fu anche tra le prime vetture ad offrire il piantone del volante regolabile in inclinazione.
Quando la Diplomat e la simile Plymouth Gran Fury uscirono di produzione, la Chrysler non ebbe più nella propria gamma delle autovetture a trazione posteriore (ad eccezione della Dodge Viper e dei veicoli furgonati) fino al 1997, quando venne lanciata la Plymouth Prowler. La Chrysler Fifth Avenue, infatti, fu "trasferita" su un pianale a trazione anteriore. Nella gamma Dodge, la Monaco diventò la berlina al top di gamma.

## La Diplomat nei media
- In ambito videoludico, la Diplomat compare nel videogioco Driv3r (in versione autopattuglia).